# Dicranomyia pennifera
Dicranomyia pennifera är en tvåvingeart som först beskrevs av Alexander 1945.  Dicranomyia pennifera ingår i släktet Dicranomyia och familjen småharkrankar.
Artens utbredningsområde är Peru. Inga underarter finns listade i Catalogue of Life.